# Люсьєн-Віктор Гіран де Сева
Люсьєн-Віктор Гіран де Сева (фр. Lucien-Victor Guirand de Scévola), народжений як Віктор Люсьєн Гіран (14 листопада 1871, Сет — 29 березня 1950, Париж) — французький художник, рисувальник, ілюстратор та камуфлер.

## Біографія
Віктор Люсьєн Гіран народився в родині Жана-Антуана Гірана, комівояжера і Катрін Мелані Фурнер. Навчався в Національній вищій школі красних мистецтв (фр. École des Beaux-Arts) у Фернана Кормона, спеціалізувався на пастелі. Регулярно виставлявся в Парижі, спочатку в Салоні французьких художників (фр. Salon des artistes français), потім у Салоні національного товариства красного мистецтва (фр. Salon de la Société Nationale des Beaux-Arts). В останньому салоні він став спочатку партнером, потім членом, відтак членом комітету і, нарешті, в 1937 році — президентом, замінивши на цьому місці пейзажиста Андре Доше. Він також був членом Товариства пастелістів Франції (фр. Société des pastellistes de France), а в подальшому його президентом.
У 1903 році він розробив оздоблення фойє та панелі для театру Мольєра в Сеті, урочисто відкритого в 1904 році.
19 січня 1906 одружився з акторкою Комеді Франсез Марі-Терез П'єра (сценічне ім'я Марі-Терез Пано).
Мешкав в Парижі на Авеню де Вільє (фр. avenue de Villiers), в XVII окрузі. Зі своїми друзями Шарлем Леандром, Луї Абелем-Трюше, Абелем Февром або Адольфом Леоном Віллеттом Був однією з чільних фігур богемного життя на Монмартрі в Cabaret des Quat'z'Arts. Знімав паризьку студію на Рю Фонтен 42. Був членом гуртка Mortigny, заснованого Димитрієм д'Оснобічіне в 1908 році, який об'єднував багатьох художників та інших представників богемного паризького життя, таких як Марсель Бейн, автор драми на 5 дій «Таємниця Мортіньї або від честі до сорому і навпаки», Поль Пуаре, Бернар Буте де Монвель, Жорж Вілья, Гі Арну, Жо Хамман, Жозеф Піншон, Андре Варно, П'єр Труагро, Жана Рутьє, Анрі Калло, П'єра Фалізе, П'єра Пруньє.
Гіран де Сева створив декорації для кількох п'єс, у яких грала його дружина та проілюстрував оповідання, які вона публікувала, як-от «Галантні пригода короля Жана XV» (1928).
В 1910 році він отримав звання кавалера ордена Почесного легіону. Указом від 26 травня 1914 був підвищений до офіцерів ордена Почесного легіону.

## Робота над камуфляжами під час Першої світової
Де Сева разом з Еженом Корбеном і художником Луї Гіньо вважається одним із винахідників військового камуфляжу під час Першої світової війни.
Мобілізований з початку війни, Люсьєн-Віктор Гіран служив навідником в артилерійському підрозділі. Восени 1914 року, перебуваючи на фронті, він, содат Ежен Корбен і його друг, декоратор Луї Гіньо запропонували ідею накривати артилерійські гармати камуфляжною тканиною, яка б приховувала гармати серед навколишнього ландшафту і робила їх важкопомітними для ворога.
Художники зустрілися в жовтні 1914 року і заснували неофіційний «художній підрозділ», а Гіран де Сева, маючи зв'язки в Парижі, використовував їх для просування ідеї камуфляжу.
В лютому 1915 року, після остаточних випробувань, було вирішено створити першу камуфляжну майстерню в Тулі, в якій на чолі з Гіраном де Сева працювало декілька мобілізованих художників. За допомогою своєї дружини Марі-Терези П'єра, Гіран де Сева використав свої зв'язки серед членів уряду, щоб повідомити військову владу про експерименти, проведені в Тулуа. За підтримки командувача 2-ю армією генерала Едуара де Кастельно та проявленого інтересу зі сторони президента республіки Раймона Пуанкаре, йому вдалось переконати вище командування в стратегічній цінності камуфляжу та його ефективності на фронті. Гіран де Сева представив французькому генеральному штабу ідею приховувати під камуфляжною тканиною гармати, які сяяли на сонці, а також людей і був переведений для демонстрації можливостей камуфляжа на Пікардійський фронт.
12 лютого 1915 року маршал Жоффр, переконаний у цьому новому військовому мистецтві, створив регулярну організацію камуфлерів, з яких було спочатку сформовано підрозділ (фр. Section de Camouflage) в складі його головного штаб в Ам'єні, а потім, у жовтні 1916, в складі 1-го інженерного підрозділу та призначив його керівником Гірана де Сева. В травні 1915 року Section de Camouflage виготовила перше спостережне дерево, залізний оглядовий пост, замаскований корою та іншими матеріалами під час битви при Артуа.
Додаткові майстерні були створені в Шалон-сюр-Марн, Нуайон і Шантійї. Створення підрозділів камуфляжа дозволила мобілізованим художникам використати свої професійні навички для користі армії Франції. Наприкінці 1915 року Де Сева став командиром французького камуфляжного корпусу, найнявши художників-кубістів, таких як Андре Мар, що став фахівцем із маскування спостережних постів. До 1917 року команда Де Скеволи зросла до 3000 осіб, включаючи таких художників, як Жак Війон, Андре Дюнуа де Сегонзак, Шарль Камоен, Луї Абель-Трюше, Жан-Луї Форен, Огюст Деш та Жорж Муво.
|                               | Для того, щоб повністю деформувати зовнішній вигляд об’єкта, мені довелося застосувати засоби, якими користуються кубісти для його зображення, що дозволило мені згодом залучити до моєї секції кількох художників, здатних деконструювати будь-яку форму. |
| — Люсьєн-Віктор Гіран де Сева | |

## Післявоєнне життя
Указом від 30 липня 1935 прийнятим за доповіддю міністра національної освіти Гіран де Сева був зведений до рангу командора ордена Почесного легіону.
Під час Другої світової війни Гіран де Сева був прихильником мистецького співробітництва з Німеччиною та критиком «єврейського мистецтва».
Люсьєн-Віктор Гіран де Сева та його дружина проводили дуже багато часу в замкц Château de Montsauve у Совтері, який Марі-Терез успадкувала від своєї матері, Аліси Пано, і де вони прийматили багатьох художників та інших гостей. У 1946 році муніципалітет придбав замок для розміщення школи, а пізніше ратуші. Місто отримало в дар від Жанни Маргарити Фурніальс, учениці Гірана де Сева, збірку картин, написаних її вчителем, які зберігаються в замку.
Гіран де Сева помер без нащадків 29 травня 1950 року у своєму паризькому будинку на вулиці Курсель, 119 у XVII окрузі Парижа. Його поховали 1 квітня 1950 року в Парижі на цвинтарі Монмартр.

## Галерея

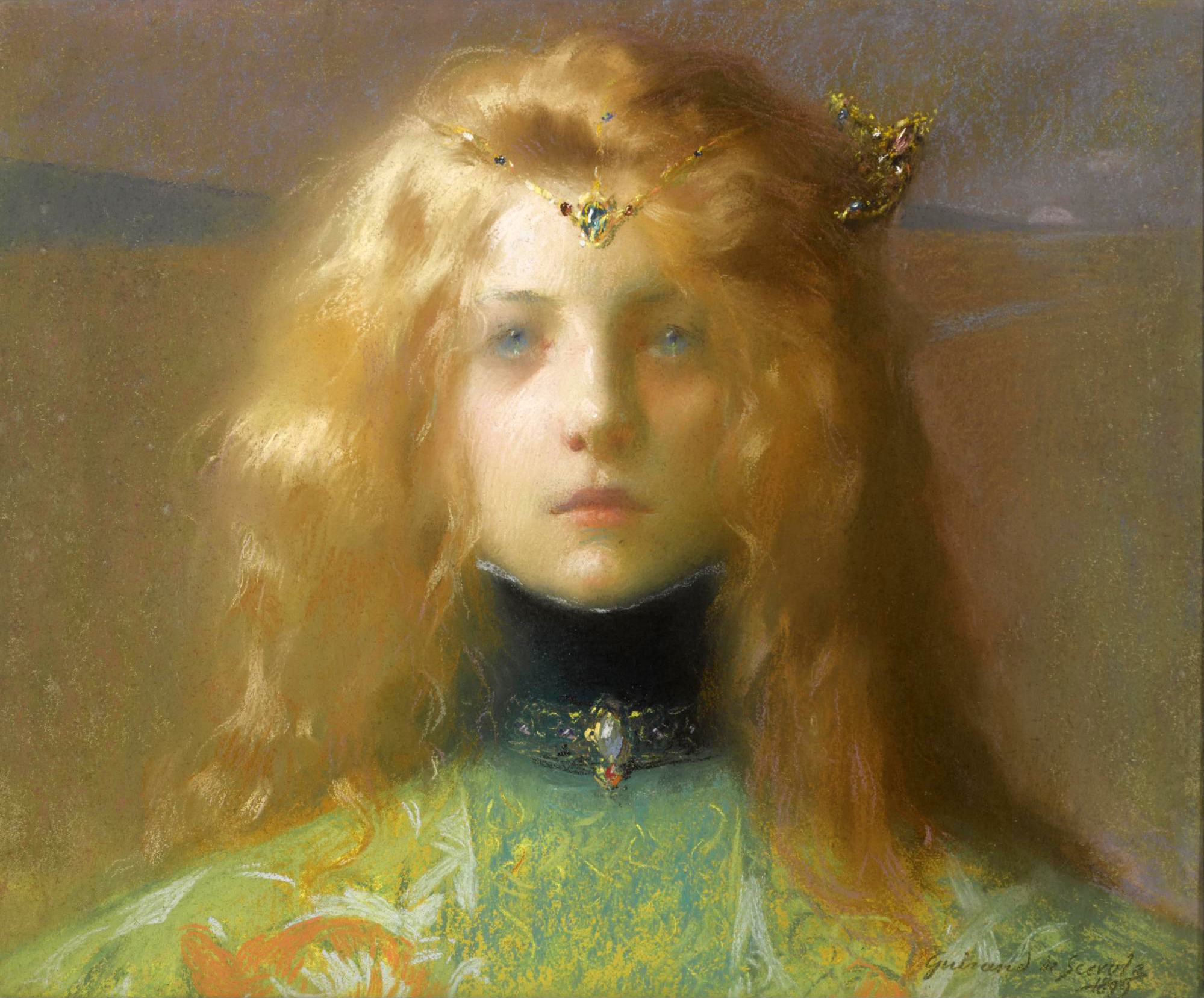
Дівчина в анфас (1899)
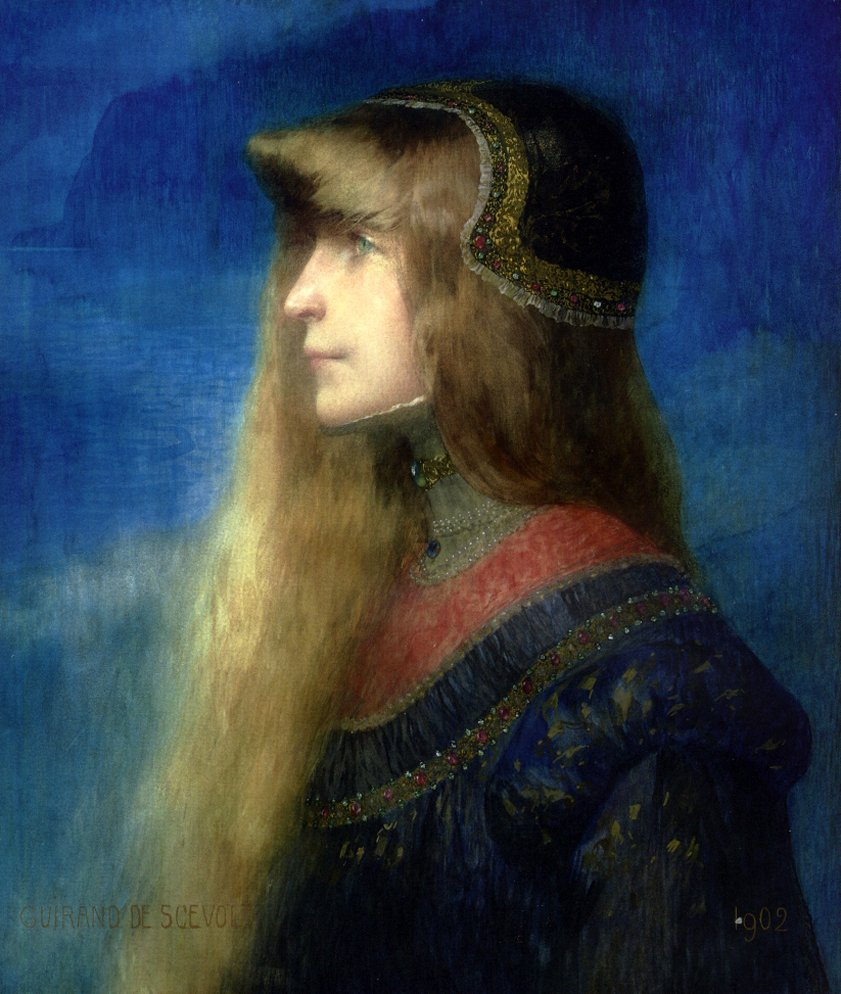
"Донька королеви"
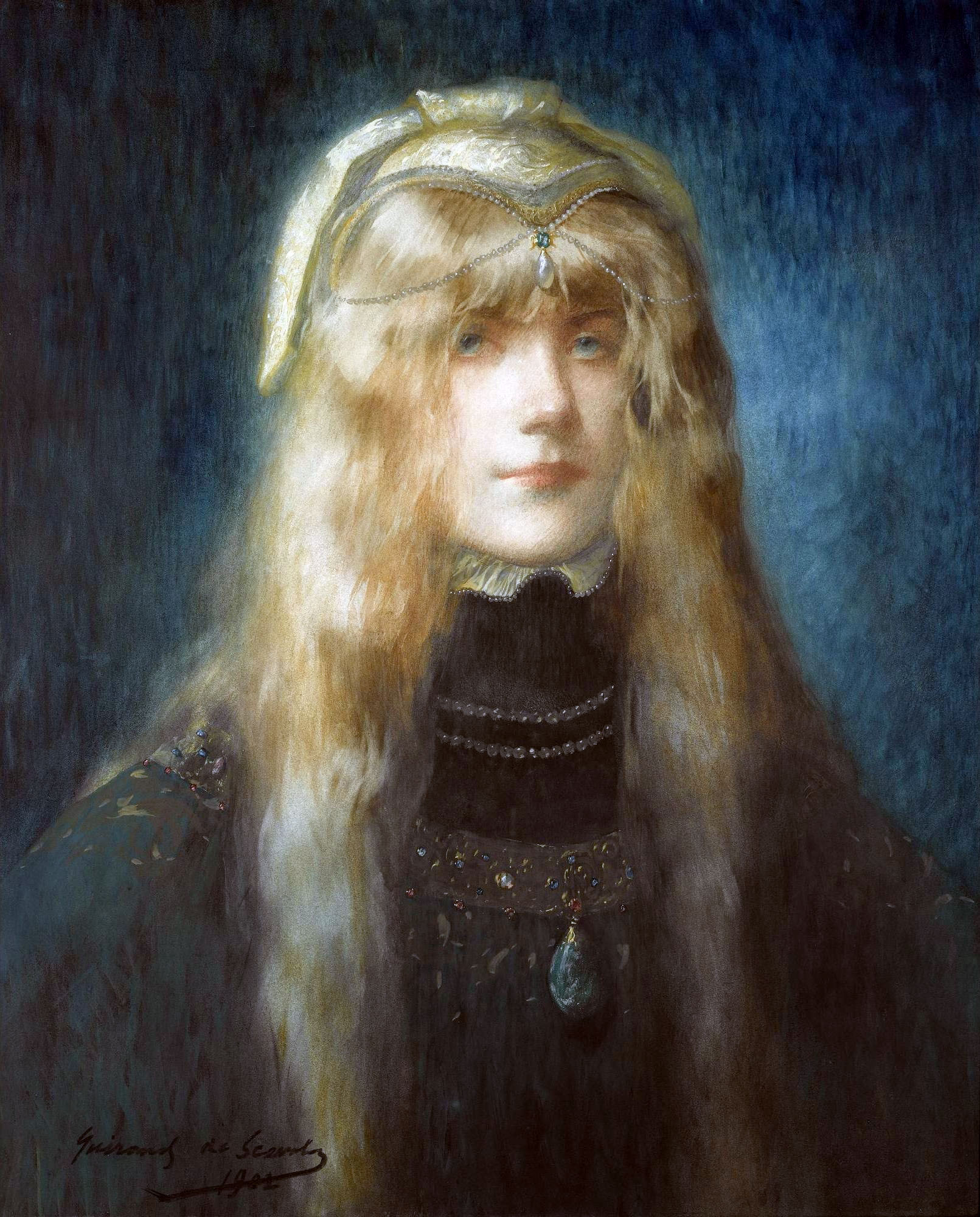
"Принцеса"
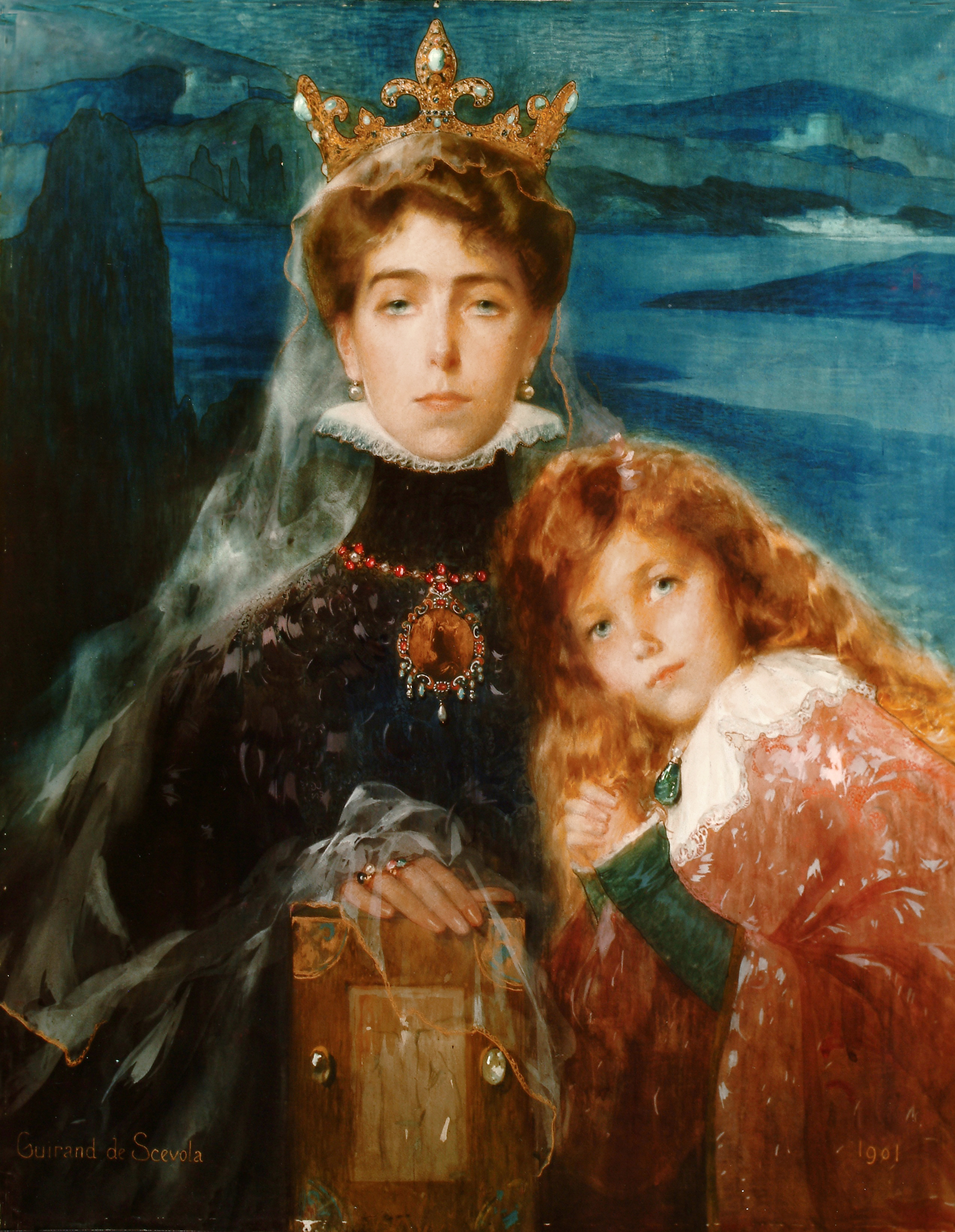
Принцеса Вікторія Меліта Сакс-Кобурзька з дочкою

## Роботи в публічних колекціях та місцях
- Брест, Музей образотворчих мистецтв : Портрет скульптора Поля-Франсуа Берту, полотно на картоні, 33,5 × 26,5 [14].
- Париж, музей д'Орсе :
  - Портрет мадам Т. ;
  - Портрет мадам Аїди Боні ;
- Сет, Театр Мольєра: камінний декор та панно.

## Участь в салонах
Салон Національного товариства образотворчого мистецтва (Société nationale des beaux-arts):
- 1896 рік : Портрет художника Абеля Труше в майстерні, пастель ;
- 1908 рік : Портрет маркіза де Масса, пастель[15] ;
- 1909 рік : Портрет мадам В., пастель ;
- 1909 рік : Двір, пастель ;
- 1911 рік : Портрет мадам Тіане, пастель ;
- 1912 рік : Портрет месьє П'єр Лафіт, пастель ;
- 1913 рік : Аїда Боні, з опери, пастель ;
- 1910 рік : Портрет мадам ВГ, пастель ;
- 1920 рік : Версальський палац, пастель.

## Виставки
- 16 лютого — 15 березня 1895 : La Bodinière на вул Saint Lazare 18. Паризька La chronique des Arts зазначала: "Мсьє Гіран де Скевола, чиє ім'я ми не знали досі, відкрився нам як чудовий ілюстратор із карикатурним запалом у стилі Ренуара, особливо і в цих маленьких картинах паризького життя він демонструє науку світлотіні та чудові якості портретиста.
- Union du cercle artistique.
- Société des artistes français.
- Société des aquarellistes français.
- Exposition de Saint-Louis.
- Exposition de Liège.
- Exposition de Londres.
- 1910 : Exposition de Gand.
- 1923 : Paris, galerie Georges Petit.
- 1935 : galerie Borghèse.

## Публікації
- Guirand de Scévola, Lucien-Victor (December 1949). «Souvenir de Camouflage (1914—1918)». Revue des Deux Mondes. (фр.)

## Нагороди
- Товариство французьких художників: почесна грамота 1897 р., бронзова медаль 1900 р.
- Національне товариство образотворчого мистецтва: Премія Пюві де Шаванна в 1934 році за L'Atelier та кілька інших картин і пастелі.

## Звання
- Командор ордена Почесного легіону — 30 липня 1935 року[16].
- Воєнний хрест (Велика Британія) — 10 серпня 1916
- Офіцер ордена Почесного легіону — 26 травня 1914
- Кавалер ордена Почесного легіону — 10 травня 1910
- Офіцер Академії (1898)